# ليونيل مينا
ليونيل مينا (بالإسبانية: Leonel Mena)‏ هو مدرب كرة قدم ولاعب كرة قدم تشيلي في مركز الوسط، ولد في 23 سبتمبر 1982 في كونثبثيون في تشيلي. لعب مع أرتورو فرنانديز فيال ونادي أونيفرسيداد كاتوليكا ونادي بالستينو ويونيون إسبانيولا.

## وصلات خارجية
- ليونيل مينا على موقع إي إس بي إن إف سي (الإنجليزية)
- ليونيل مينا على موقع قاعدة بيانات كرة القدم.إي يو (الإنجليزية)
- ليونيل مينا على موقع Soccerway.com (الإنجليزية)
- ليونيل مينا على موقع عالم كرة القدم.نت (الإنجليزية)
- ليونيل مينا على موقع AS.com (الإسبانية)